# Truyền thuyết mười phần trăm bộ não

Não và hộp sọ của người

Truyền thuyết 10% bộ não là một truyền thuyết thời hiện đại được phổ biến rộng khắp, cho rằng hầu hết hoặc tất cả mọi người chỉ sử dụng 10% (hoặc một con số phần trăm nhỏ khác) của bộ não. Nó đã gán nhầm cho nhiều người, bao gồm cả Albert Einstein. Bằng phép ngoại suy, có gợi ý cho rằng, một người có thể khai thác tiềm năng chưa sử dụng này và tăng cường trí thông minh.
Những thay đổi về chất xám và chất trắng theo những trải nghiệm và học tập mới đã được ghi nhận, nhưng vẫn chưa được chứng minh những thay đổi đó là gì. Quan niệm phổ biến rằng một phần lớn còn lại của não vẫn chưa dùng tới và sau đó có thể được "kích hoạt", điều này được lưu truyền phổ biến trong văn hóa dân gian nhưng không khoa học. Mặc dù còn nhiều điều bí ẩn liên quan đến chức năng não vẫn chưa được khám phá — như trí nhớ, ý thức — sinh lý học của sơ đồ bộ não cho thấy tất cả các khu vực của bộ não điều có chức năng.

## Phân tích

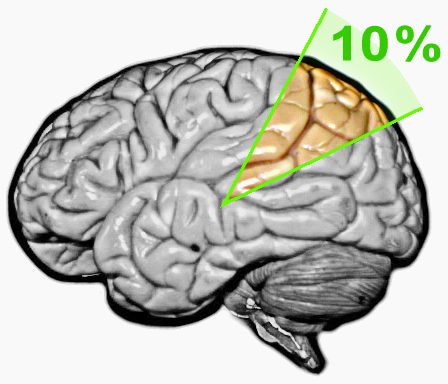
Truyền thuyết "10% của bộ não"

Nhà thần kinh học Barry Gordon mô tả truyền thuyết đó là sai, nói thêm, "chúng ta thật ra sử dụng mọi phần của bộ não và (hầu hết) bộ não hoạt động gần như suốt mọi lúc". Nhà thần kinh học Barry Beyerstein đề ra bảy loại bằng chứng bác bỏ truyền thuyết 10 phần trăm:
1. Các nghiên cứu về tổn thương não: Nếu 10 phần trăm của bộ não thường được sử dụng, thì tổn thương ở các khu vực khác sẽ không làm giảm hiệu suất. Nhưng thay vào đó, gần như không có vùng não nào bị tổn thương mà không mất đi khả năng. Ngay cả thương tổn nhẹ tại những vùng nhỏ của não cũng đã đủ tác động một cách sâu sắc.
2. Chụp quét não bộ đã cho thấy bất luận người ta đang làm gì, tất cả các vùng não luôn luôn hoạt động. Một số khu vực hoạt động nhiều hơn vào bất cứ thời điểm nào so với những khu vực khác, nhưng trừ lúc tổn thương não, không có phần nào của bộ não mà hoàn toàn không hoạt động. Các công nghệ tiên tiến như chụp xạ hình cắt lớp Positron (PET) và chụp hình cộng hưởng từ đa chức năng (fMRI) cho phép theo dõi hoạt động của bộ não sống. Tiết lộ một sự thật, rằng ngay cả trong giấc ngủ, tất cả các phần của bộ não đều hiển thị một số mức độ hoạt động. Chỉ trong trường hợp tổn thương nghiêm trọng, não mới thực sự "lặng im" một vùng nào đó.
3. Bộ não rất biết cách hao tốn tài nguyên của phần còn lại cơ thể, về mức tiêu thụ oxy và chất dinh dưỡng. Nó có thể đòi hỏi tới 20% năng lượng cơ thể — nhiều hơn bất kỳ cơ quan nào khác — mặc dù chỉ chiếm lấy 2% cơ thể người theo trọng lượng.[6][7] Nếu 90 phần trăm trong số đó là không cần thiết, sẽ có một lợi thế sinh tồn to lớn cho con người với bộ não nhỏ hơn, hiệu quả hơn. Nếu điều này là đúng, quá trình chọn lọc tự nhiên sẽ loại bỏ những bộ não kém hiệu quả. Cũng rất bất thường nếu bộ não có quá nhiều vật chất dư thừa phát triển ngay từ điểm đầu; với nguy cơ tử vong trong quá trình sinh nở liên quan đến kích thước não lớn (cũng như kích thước hộp sọ lớn) của con người,[8] sẽ có một sức ép chọn lựa chống lại với kích thước não lớn như vậy nếu chỉ để sử dụng 10%.
4. Địa phương hóa chức năng: Thay vì hoạt động như một khối liền duy nhất, não phân chia ra các vùng riêng biệt để xử lý những loại thông tin khác nhau. Nhiều thập kỷ nghiên cứu để lập bản đồ chức năng của các vùng của não bộ, đã cho thấy không có vùng mà không có chức năng.
5. Phân tích cấu trúc vi mô: Trong kỹ thuật ghi đơn vị, các nhà nghiên cứu đưa vào não một điện cực nhỏ để theo dõi hoạt động của một đơn tế bào. Nếu 90 phần trăm các tế bào không được sử dụng, thì kỹ thuật này đã tiết lộ điều đó.
6. Cắt tỉa synap: Các tế bào não không được dùng có xu hướng suy thoái. Do đó, nếu 90 phần trăm của bộ não không hoạt động, khám nghiệm tử thi bộ não người trưởng thành bình thường sẽ phải cho thấy một sự thoái hóa quy mô lớn.

Khi làm sáng tỏ truyền thuyết mười phần trăm, biên tập viên của Neureons, Gabrielle-Ann Torre, viết rằng, việc sử dụng một trăm phần trăm bộ não cũng không được như mong muốn. Hoạt động không ổn định gần như chắc chắn sẽ gây ra cơn động kinh co giật. Torre ghi, ngay cả khi nghỉ ngơi, một người có khả năng sử dụng càng nhiều năng lực bộ não của mình thì càng tốt thông qua mạng chế độ mặc định (default mode network, DMN), một mạng lưới não rộng khắp vẫn đang hoạt động và đồng bộ hóa ngay cả khi không có bất kỳ hoạt động nhận thức nào. Do đó, "phần lớn của bộ não không bao giờ thực sự ngủ yên, như là truyền thuyết 10% có thể gợi ý ra một hướng khác."